# کبوتردریایی گدازه
کبوتردریایی گدازه یا کبوتردریایی لاوا (نام علمی: Puffinus olsoni) نام یک گونه از سرده کبوتردریایی‌های آب‌شکاف است.